# L'Incendie de la Chambre des lords et des communes, le 16 octobre 1834
L'Incendie de la Chambre des lords et des communes est un tableau de Joseph Mallord William Turner. Il se trouve au Musée d'art de Philadelphie.
Dans la nuit du 16 octobre 1834, Turner assiste depuis un bateau sur la Tamise à l'incendie du Parlement qui détruit la Chambre des lords. Il y a quatre peintures exécutées sur ce sujet.